# Secamone saligna
Secamone saligna är en oleanderväxtart som beskrevs av Decne. Secamone saligna ingår i släktet Secamone och familjen oleanderväxter. Inga underarter finns listade i Catalogue of Life.